# Franco Fagioli

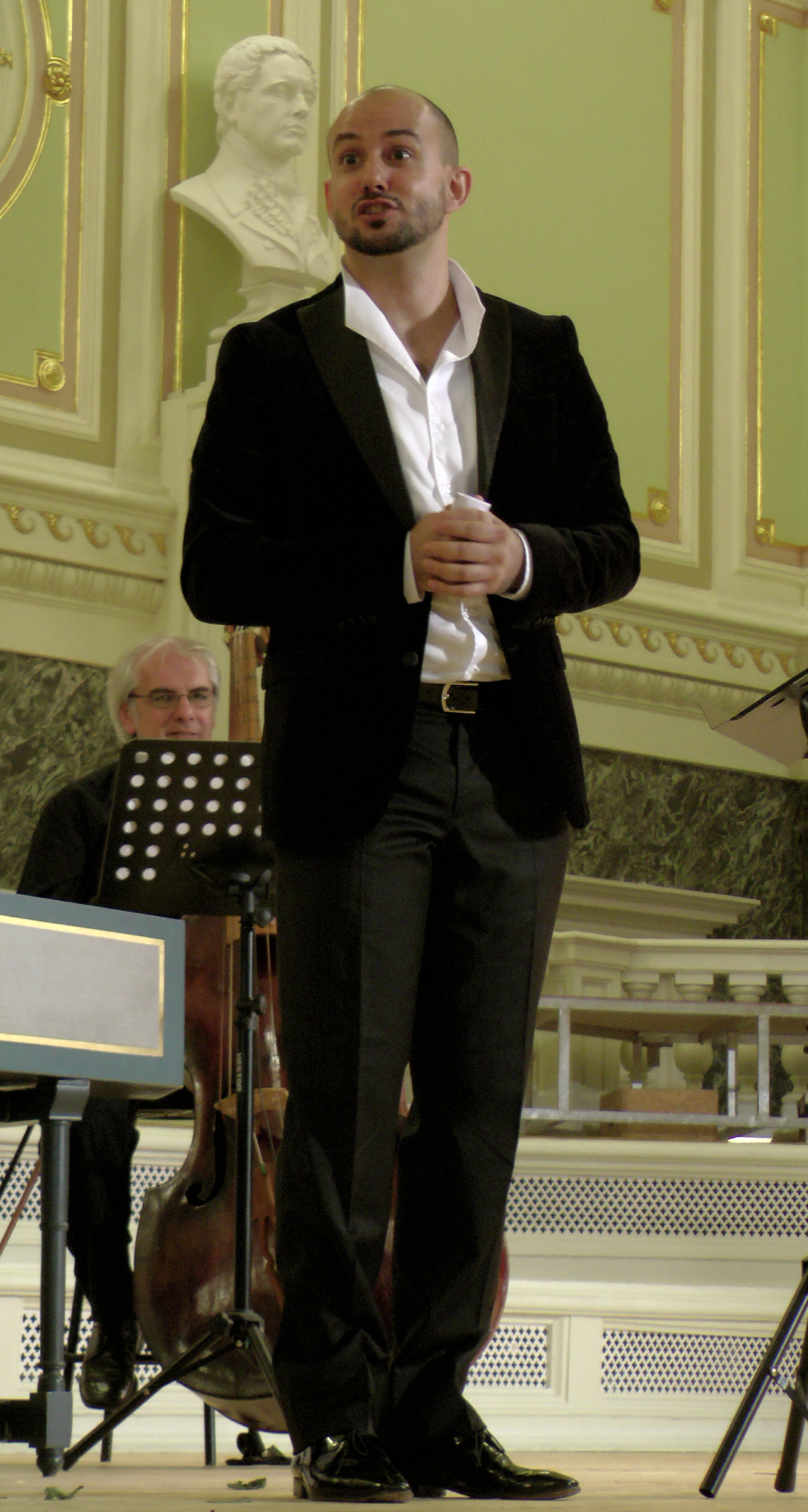
Franco Fagioli (2014)

Franco Maximiliano Fagioli (* 4. Mai 1981 in San Miguel de Tucumán, Argentinien) ist ein argentinischer Opernsänger (Countertenor).

## Leben
Fagioli, der neben der argentinischen auch die spanische Staatsbürgerschaft besitzt, studierte Klavier am Musikinstitut in San Miguel de Tucumán, nahm dann ein Gesangsstudium an der Kunstakademie des Teatro Colón in Buenos Aires auf. 1997 gründete er für Jugendliche den Chor San Martin de Porres und schlug, von seinen Lehrern veranlasst, die Laufbahn als Countertenor ein. Seine internationale Karriere begann 2003, als er den Bertelsmann-Gesangswettbewerb „Neue Stimmen“ in Gütersloh gewann.
Seither ist Franco Fagioli u. a. an den Opernhäusern in Zürich, London, Buenos Aires, Karlsruhe, Bonn, Essen und Genua, am Theater an der Wien und Théâtre des Champs-Élysées in Paris aufgetreten und ist Gast bei den Festspielen u. a. in Salzburg, Halle, Ludwigsburg und Innsbruck. Sein Giulio Cesare 2005 in Zürich war ein Erfolg, den er 2007 in Oslo, Helsinki und 2008 auf dem Händel Festival in Karlsruhe wiederholte. Weitere Rollen Händelscher Helden wie Ariodante, Teseo, Bertarido, als Nerone in L’incoronazione di Poppea von Monteverdi oder als Arsace in Aureliano in Palmira von Rossini trieben seine Karriere voran. 2011 erhielt er den „Premio Franco Abbiati“ – die höchste musikalische Auszeichnung in Italien – als „bester Sänger des Jahres“.
Als Belcantosänger spezialisiert sich Franco Fagioli auf die Rollen, die für Kastraten im späten 18. und 19. Jahrhundert geschrieben wurden. Er sang die Rolle des Sesto (La clemenza di Tito) und debütierte im November 2014 am Royal Opera House Covent Garden in London als Idamante (Idomeneo). Bei den Salzburger Pfingstfestspielen 2014 sang er in einem dem Kastratensänger Giovanni Battista Velluti gewidmeten Arienabend u. a. Werke von Gioachino Rossini (aus Aureliano in Palmira) und Giacomo Meyerbeer (aus Il crociato in Egitto). Dabei wurde er von I barocchisti unter Diego Fasolis begleitet.
2013 war Fagioli konzertant am Theater an der Wien in Händels Solomon (ML: Matthew Halls) sowie Rinaldo (ML: Riccardo Minasi) zu sehen. 2014 und 2015 stand er in der Titelrolle des Riccardo Primo bei den Internationalen Händel-Festspielen am Staatstheater Karlsruhe auf der Bühne.

### CD-Produktionen
Franco Fagioli ist einer der fünf Countertenöre der Opern-, TV- und CD-Produktion von Leonardo Vincis Artaserse von 2012, die mit vielen Musikpreisen wie ECHO 2013 und 2014 oder dem Preis der deutschen Schallplattenkritik geehrt wurde. Im September 2013 erschien seine Debüt-CD als Exklusivkünstler des französischen Labels Naïve. Auf ihr widmete er sich technisch wie musikalisch anspruchsvollsten Arien, die für Caffarelli alias Gaetano Majorano, den vielleicht virtuosesten italienischen Kastraten seiner Zeit geschrieben worden waren. Begleitet wurde er dabei von dem in Venedig beheimateten jungen Barockorchester Il Pomo d’Oro unter Riccardo Minasi. Auf seiner im September 2014 erschienenen Solo-CD widmet er sich dem italienischen Komponisten und Gesangslehrer Nicola Porpora (1686–1768). Mit den Kastraten Senesino, Caffarelli und Farinelli hatte Porpora die Größten ihrer Zunft und einige der Belcanto-Stars des 18. Jahrhunderts ausgebildet. Als musikalische Partner stand Franco Fagioli die Academia Montis Regalis unter Alessandro De Marchi zur Seite.
Darüber hinaus wirkte Fagioli 2014 bei folgenden CD-Produktionen mit: Der Welt-Ersteinspielung von Johann Adolph Hasses Siroe re di Persia, Antonio Caldaras La concordia de’ pianeti und Agostino Steffanis Stabat Mater.

## Diskografie (Auswahl)
- Franco Fagioli. Handel Arias. (Deutsche Grammophon) 2018.
- Giovanni Battista Pergolesi: Adriano in Siria, DECCA, 2015.
- Il Maestro Porpora – Arias, Naïve Records, 2014.
- Johann Adolph Hasse: Siroe, DECCA, 2014.
- Antonio Caldara: La concordia de’ pianeti, ARCHIV, 2014.
- Agostino Steffani: Stabat Mater, DECCA, 2014.
- Arias for Caffarelli. Il pomo d’oro unter Riccardo Minasi, Naïve Records, 2013.
- Leonardo Vinci: Artaserse Virgin (Classics/EMI) 2012.
- Franco Fagioli. Canzone e Cantate. (Carus Verlag/SWR) 2010.
- Georg Friedrich Händel: Berenice (EMI/Virgin Classics) 2010.
- Georg Friedrich Händel: Teseo HWV 9. (Carus Verlag/SWR) 2009.
- Christoph Willibald Gluck: Ezio (Oehms Classics/SWR).
- Anime Immortali (Pentatone).[7]

## Auszeichnung
- Kritikerpreis Premio Abbiati (2010)
- Premio Bacco dei Borbone, Festival della Valle d’Itria (2011)